# Ezeres
Ezeres (románul: Ezeriș) falu Romániában, a Bánátban, Krassó-Szörény megyében.

## Fekvése
A Szemenik-hegység északnyugati lejtőjén, Resicától 18 km-re északra fekszik. Határának 47%-a erdő, 19%-a legelő, 16%-a rét.

## Nevének eredete
A középkor végén helyén egy Hegyeres vagy Hegyerös nevű falu feküdt. A török hódoltság alatt és azután ebből a románban fejlődött ki mai neve. Említései: Hıg'ıruš (1554), Hıg'ıriš (1569), Hecseris (1700 után), Esseriss (1717), Eserisch (1761), Ezeres (1808).

## Története
Újkori története folyamán Krassó, 1880-tól Krassó-Szörény vármegyéhez tartozott. 1757-ben 191, 1776-ban 242 házból állt. 1788-ban a törökök felégették. 1820 körül kétezer lakosnál is többet számlált. Lakói a 19. század végén almával kereskedtek.
Iskoláját először 1776-ban említették és folytonos működésére utal, hogy a század végén többször is megjelent a jegyzékekben.
1848. november 17-én az Asbóth Lajos által a falu lefegyverzésére kivezényelt Rózsa Sándor és szabadcsapata kirabolta és 36 lakosát megölte. Emiatt Vukovics Sebő nemsokára feloszlatta a szabadcsapatot.
1946 után határában kommunistaellenes partizánok tevékenykedtek. Egy lakosát a nagyzorlenci partizáncsoportban való részvétele miatt halálra, kettőt hosszú börtönbüntetésre ítélték.
1960 és 1990 között lakói nagy része a resicai üzemekben dolgozott.

## Népessége, nemzetiségek, vallások
- 1851-ben 2021 ortodox és 9 római katolikus lakost számlált.
- 1891-ben 1661 lakosából 1608 volt román, 22 német és 29 egyéb anyanyelvű.
- 1910-ben 1558 lakosából 1498 volt román, 38 cigány, 11 magyar és 10 német anyanyelvű; 1537 ortodox vallású.
- 2002-ben 705 lakosából 626 volt román, 48 cigány és 18 magyar nemzetiségű; 625 ortodox, 56 pünkösdista és 12 római katolikus vallású.

## Jegyzetek

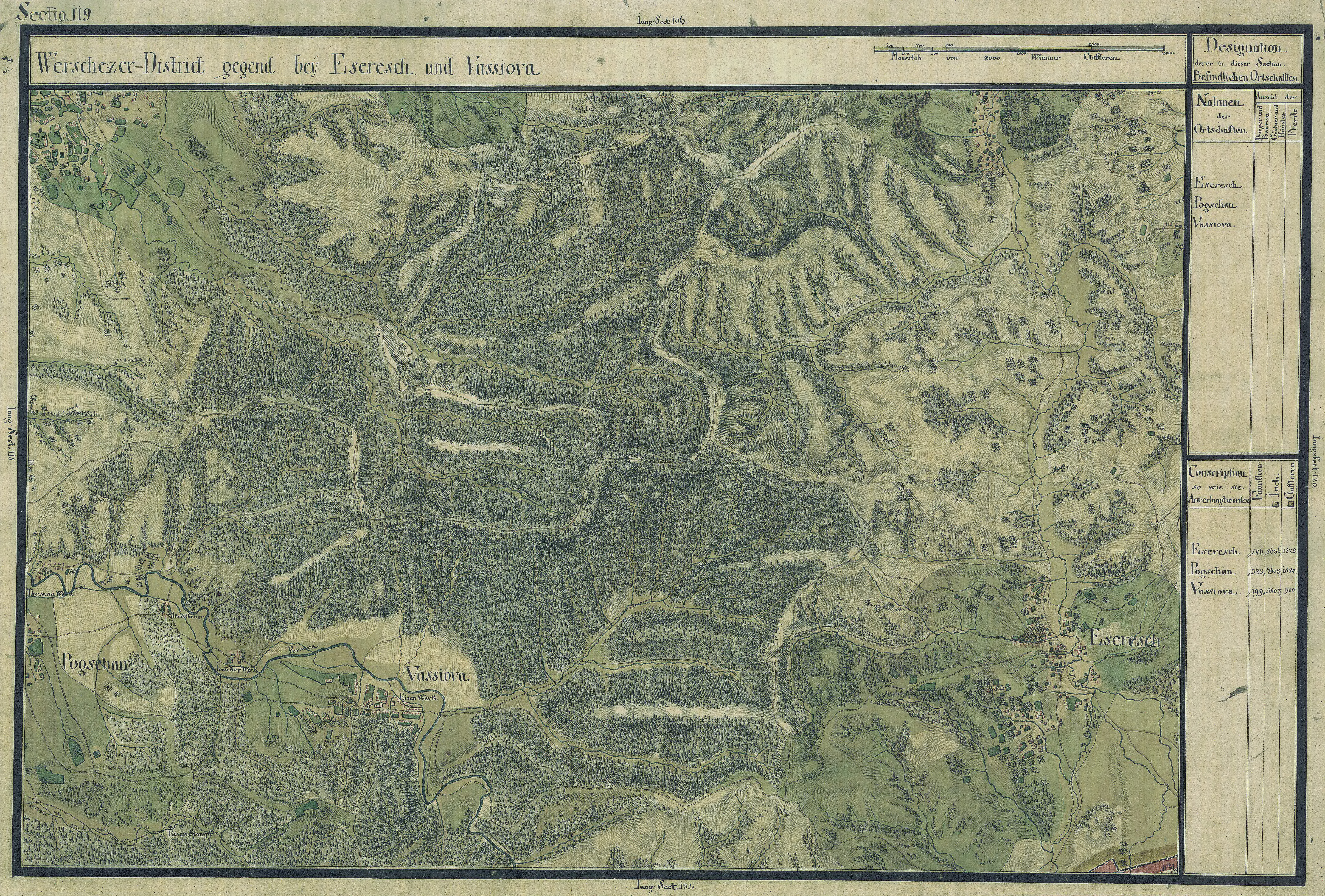
Ezeres környéke 1769–72 között